# Lukjantschikowo (Kursk)
Lukjantschikowo (russisch Лукьянчиково) ist ein Dorf (derewnja) in der Oblast Kursk in Russland. Es gehört zum Rajon Konyschowka und zur Landgemeinde (selskoje posselenije) Wablinski selsowjet.

## Geographie
Der Ort liegt gut 49 km Luftlinie nordwestlich des Oblastverwaltungszentrums Kursk im südwestlichen Teil der Mittelrussischen Platte, 21 km nordwestlich des Rajonverwaltungszentrums Konyschowka, 7 km vom Sitz des Dorfsowjet – Wablja, 79,5 km von der Grenze zwischen Russland und der Ukraine, am Fluss Ruda (Nebenfluss der Ussoscha im Becken der Swapa).

### Klima
Das Klima im Ort ist wie im Rest des Rajons kalt und gemäßigt. Es gibt während des Jahres eine erhebliche Niederschlagsmenge. Dfb lautet die Klassifikation des Klimas nach Köppen und Geiger.

## Bevölkerungsentwicklung
| Jahr | Einwohner |
| ---- | --------- |
| 2002 | 87        |
| 2010 | 42        |

Anmerkung: Volkszählungsdaten

## Verkehr
Lukjantschikowo liegt 23,5 km von der Fernstraße föderaler Bedeutung M2 „Krim“ (Moskau – A142/Trosna – Grenze zur Ukraine), 15,5 km von der Straße regionaler Bedeutung 38K-038 (Fatesch – Dmitrijew), 10 km von der Straße 38K-005 (Konyschowka – Schigajewo – 38K-038), an der Straße interkommunaler Bedeutung 38N-142 (38K-005 – Ryschkowo – Lukjantschikowo) und 17,5 km von der nächsten Eisenbahnhaltestelle 552 km (Eisenbahnstrecke Nawlja – Lgow-Kijewskij) entfernt.
Der Ort liegt 160 km vom internationalen Flughafen von Belgorod entfernt.